# إلوب سميثي
إلوب سميثي (الاسم العلمي:Elops smithi) (بالإنجليزية: Malacho)‏ هو نوع من الأسماك يتبع جنس الإلوب من فصيلة الإلوبات.